# Горацій Слизоріг
Горацій Слизоріг (англ. Horace E. F. Slughorn) — вигаданий персонаж серії книг про Гаррі Поттера, професор Гоґвортської школи чарів і чаклунства.
Вперше він з'являється в книжці «Гаррі Поттер і Напівкровний Принц».
Портрет: 
| ...припадав до підлоги страшенно гладкий і лисий дід, вибалушені очі, довжелезні сиві моржові вуса... |
Раніше він був вихователем Слизерину. Слизоріг нагадував завзятого колекціонера, він колекціонував знаменитих і багатих учнів. Заснував «Слизоклуб» — клуб, куди входили багаті та знамениті люди, а також ті, які були здібними учнями (Лілі Еванс, Герміона Ґрейнджер, Джіні Візлі). Розказав Волдемортові (тоді ще Томові Редлу) все про горокракси. Проте соромився своїх спогадів, тому дав Дамблдорові спогад зі втручанням магії (зміна пам'яті).
| Піноккіо | Це незавершена стаття про літературного персонажа. Ви можете допомогти проєкту, виправивши або дописавши її. |